# Дос-Агуас
Дос-Агуас, Дозайгуес (ісп. Dos Aguas (офіційна назва), валенс. Dosaigües) — муніципалітет в Іспанії, у складі автономної спільноти Валенсія, у провінції Валенсія. Населення — 414 осіб (2010).

## Географія
Муніципалітет розташований на відстані близько 280 км на південний схід від Мадрида, 41 км на південний захід від Валенсії.

## Демографія
Динаміка населення (INE ):

## Галерея зображень

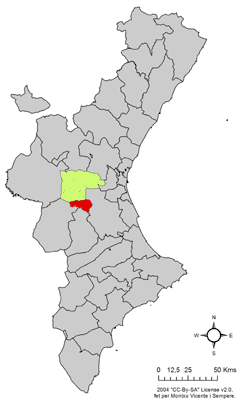
Розташування муніципалітету Дос-Агуас у автономній спільноті Валенсія
Розташування муніципалітету Дос-Агуас у комарці Оя-де-Буньйоль